# Francesco Benussi
Francesco Benussi (ur. 15 października 1981 w Mestre) – włoski piłkarz występujący na pozycji bramkarza.

## Kariera klubowa
Francesco Benussi jest wychowankiem klubu Venezia. Grał tu do 2005 roku, z tym zespołem występował zarówno w Serie A oraz w Serie B. W międzyczasie był wypożyczany do Lumezzane, Ascoli i Arezzo. Potem podpisał kontrakt z Lecce. W sezonie 2005/2006, czyli w swoim pierwszym w barwach Lecce grał w 15 meczach Serie A. Przepuścił 16 bramek. W 2007 roku został wypożyczony do Sieny. W sezonie 2009/2010 trafił na tej samej zasadzie do Livorno. W Serie A rozegrał 5 spotkań.
22 lipca 2010 podpisał trzyletni kontrakt z US Palermo. W 2012 roku był stamtąd wypożyczony do Torino FC. W 2013 roku odszedł z Palermo i występował kolejno w Udinese Calcio, Hellasie, Carpi oraz Vicenzy. W 2017 roku zakończył karierę.

## Kariera reprezentacyjna
Benussi grał także w młodzieżowych reprezentacjach swojego kraju: do lat 18 i do lat 20. Był także powoływany na mecze reprezentacji do lat 21, jednak nie zagrał w żadnym meczu tej grupy wiekowej.